# Punctozotroctes feuilleti
Punctozotroctes feuilleti är en skalbaggsart som beskrevs av Tavakilian och Néouze 2007. Punctozotroctes feuilleti ingår i släktet Punctozotroctes och familjen långhorningar. Inga underarter finns listade i Catalogue of Life.